# Cratere Agreus
Agreus è un cratere sulla superficie di Ganimede.